# سودابه آقاجانیان
سودابه آقاجانیان (زادهٔ ۲ اسفند ۱۳۴۱، تهران)، مجری و بازیگر ایرانی است. وی دارای لیسانس الهیات از دانشگاه تربیت معلم است. وی سابقه دبیری دبیرستان را هم دارد. آقاجانیان از سال ۱۳۶۹ وارد صدا و سیما شد و از سال ۷۴ با گویندگی در رادیو تهران فعالیت هنری خود را آغاز کرد. و در برنامه‌های متعدد تلویزیون و نیز رادیو خصوصاً برنامه‌های گفت‌وگومحور مجری بوده‌است. وی در جشنواره‌های مختلف رادیو و تلویزیون به عنوان گوینده برتر انتخاب و منتخب برترین بازیگر زن در جشنواره فیلم فجر در سال ۷۲ شده‌است.

## بازیگری
- فیلم جای امن (۱۳۷۲)
- سریال عملیات ۱۲۵ (فصل دوم) (۱۳۸۹)[۴]
- «بر بال فرشتگان»، (۱۳۷۱)
- «لبه تیغ»،
- «چشمان سیاه»
- «کوچه و موزه»[۵]